# Мајрена дел Алкор
Мајрена дел Алкор (шп. Mairena del Alcor) град је у Шпанији у аутономној заједници Андалузија у покрајини Севиља. Према процени из 2017. у граду је живело 23 047 становника.

## Становништво
Према процени, у граду је 2017. живело 23 047 становника.
| 2017.  |
| ------ |
| 23.047 |